# 麻布 (地本問屋)
麻布（あざぶ）とは江戸時代の江戸にあった地本問屋である、

## 来歴
寛政年間に江戸で勝川春英の錦絵を出版している。

## 作品
- 勝川春英 「四世岩井半四郎の兼好妹千早 初世尾上松助の湯浅孫六入道定虎」 間判錦絵 寛政6年（1794年）11月河原崎座『松貞婦女楠』の四立目浄瑠璃「神楽月祝紅葉衣」に取材
- 勝川春英 「市川鰕蔵の鎌倉権五郎景政と三世坂田半五郎の奴矢筈の弥田平」 間判錦絵 寛政6年11月桐座『男山御江戸盤石』に取材
- 勝川春英 「中村野塩の貫之息女此花姫と二世中村仲蔵の荒巻耳四郎」 間判錦絵 寛政6年11月都座『閏訥子名歌誉』に取材